# Pottia lamellata
Pottia lamellata là một loài rêu trong họ Pottiaceae. Loài này được (Lindb.) Boulay mô tả khoa học đầu tiên năm 1884.